# Leptomydas bucciferus
Leptomydas bucciferus is een vliegensoort uit de familie Mydidae. De wetenschappelijke naam van de soort is, geplaatst in het geslacht Syllegomydas, voor het eerst geldig gepubliceerd in 1928 door Séguy.
De soort komt voor in India.